# Zheba
Zheba (kinesiska: 折巴, 折巴乡) är en socken i Kina. Den ligger i den autonoma regionen Tibet, i den sydvästra delen av landet, omkring 560 kilometer väster om regionhuvudstaden Lhasa. Antalet invånare är 2 324. Befolkningen består av 1 131 kvinnor och 1 193 män. Barn under 15 år utgör 32 %, vuxna 15-64 år 64 %, och äldre över 65 år 2,0 %.
Genomsnittlig årsnederbörd är 608 millimeter. Den regnigaste månaden är augusti, med i genomsnitt 125 mm nederbörd, och den torraste är november, med 8 mm nederbörd.